# Djurgården, Linköping

Djurgården är en påbörjad stadsdel mellan Garnisonen och Lambohov i Linköping. Fullt utbyggd kommer den bestå av omkring 3 000 nya bostäder, skolor, förskolor, äldreboenden, vårdcentral och idrottsplatser. Det planeras även för en utökning av serviceutbudet i området genom lokaler för handel och kontor i bostadshusens bottenvåningar. En ny stadsdelspark med en slingrande bäck finns också med i planeringen. City Gross i Djurgårdens centrum invigdes 25 februari 2015. Även ett apotek har öppnat intill, liksom Systembolag, möbelbutik och restaurang.
För närvarande bygger Stångåstaden i området. Heinstaden som skulle byggt 200 bostäder, har hoppat av.

## Historia
Namnet Djurgården kommer av att det från 1606 var en kunglig jaktpark med rådjur och dovhjort. Det var Johan III och Gunilla Bielkes son hertig Johan av Östergötland som lät uppföra den. Djurgården utvidgades 1616 och var i drift till början av 1700-talet, då man med släde skickade de levande hjortarna till det då nya Djurgården i Stockholm, som Karl XI låtit uppföra. Under 1700- och 1800-talen var området löningsjord för länets landshövdingar. Området var under den perioden ett uppskattat utflyktsmål för linköpingsborna. Därefter har Djurgården använts som militärt övningsområde fram till regementens nedläggning.

## Gränsande stadsdelar
Djurgården gränsar till stadsdelarna Östra Valla, Garnisonen och Lambohov. Precis öster om stadsdelen ligger naturreservatet Tinnerö eklandskap.